# Rhectosemia argentipunctalis
Rhectosemia argentipunctalis is een vlinder uit de familie van de grasmotten (Crambidae) en de onderfamilie Spilomelinae. De wetenschappelijke naam is gepubliceerd in 1895 door Herbert Druce.
De soort komt voor in Mexico en Guatemala.